# Bungee Run

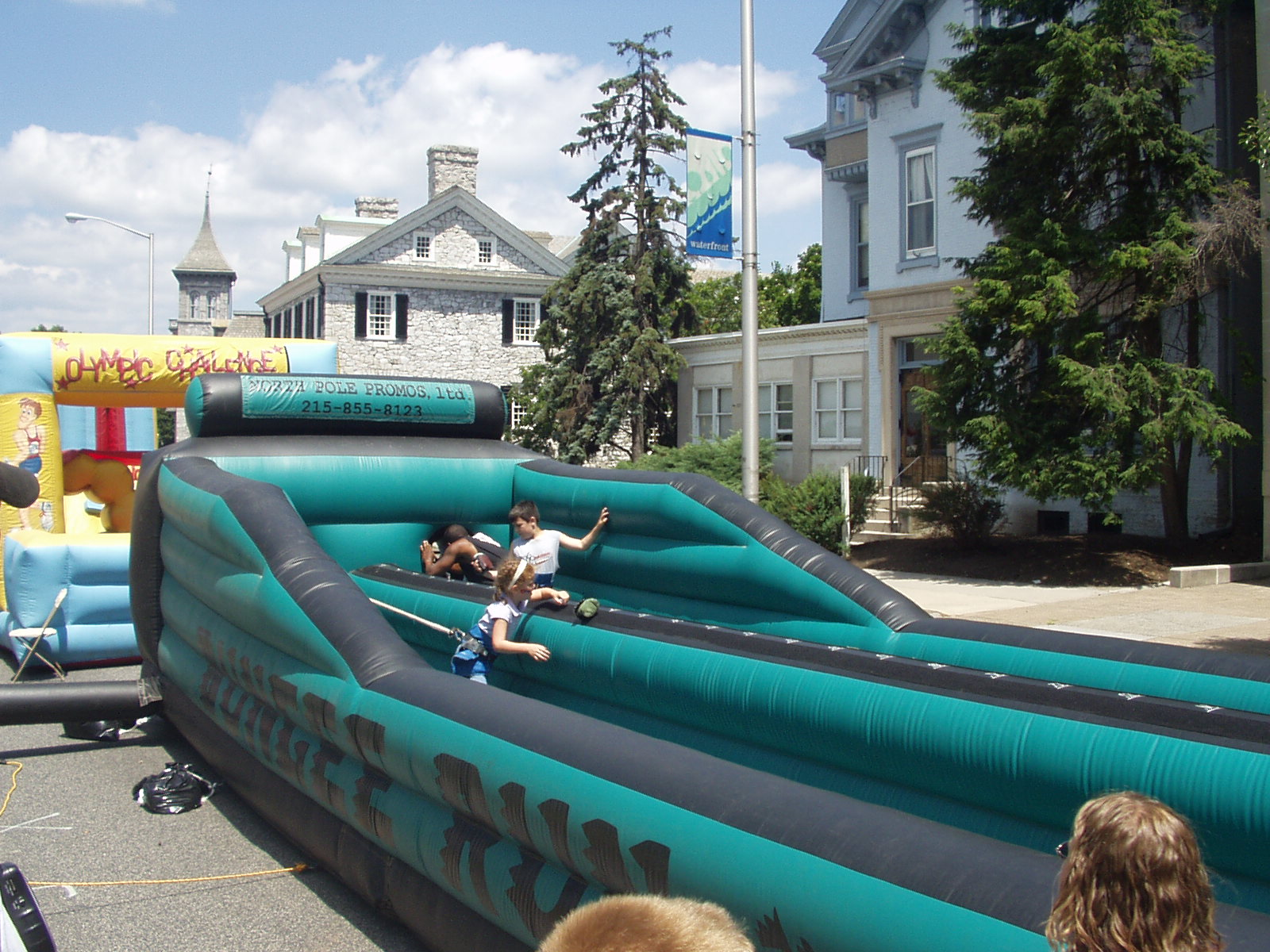
Bungee Run

Bungee Run ist ein Großspielgerät, bei dem der Teilnehmer mittels Hüftgurt an Gummiseilen (wie beim Bungeespringen) befestigt wird und mit dieser Befestigung ein bestimmtes Ziel erreichen muss. Die Anlage wird in Hallen oder auch Outdoor eingesetzt. Wie bei Hüpfburgen wird dieses Modul mittels Dauer-Luftgebläse in seine volle Form gebracht (das Gebläse bleibt dabei permanent im Einsatz). Es befinden sich mindestens 2 Laufbahnen nebeneinander.

## Ablauf und Ziel
Die Teilnehmer werden mittels Hüftgurt an Gummiseilen (wie beim Bungeespringen) befestigt. Jeder Läufer bekommt ein mit Klettband ummanteltes Kissen in die Hand und auf "Los geht's Los"! Zwischen den Bahnen befindet sich eine Bande auf der ebenfalls ein Klettstreifen angebracht ist.
Ziel ist es nun, das Klettkissen so weit wie möglich vor das Kissen des Mitstreiters zu platzieren. Der Haken dabei sind natürlich die Eingangs erwähnten Gummiseile, diese halten die Läufer zurück. Zumeist werden diese sanft zurückgeworfen und landen im weichen, aufgeblasenen Kissen der Anlage.

## Weitere Funmodule
- Spider Web
- Bungee Trampolin
- Equalizer
- Riesenkicker (Human Table Soccer)